# Aila Meriluoto
Aila Meriluoto (10 de enero de 1924 - 21 de octubre de 2019) fue una poeta, escritora y traductora finlandesa.
Meriluoto nació en Pieksämäki y publicó su primera colección de poemas, Lasimaalaus (podría traducirse como "vidriera de colores" ), a la edad de 22 años. Fue un éxito entre críticos y lectores.
Se convirtió en la poeta más célebre y leída de la Finlandia de la posguerra. Los temas centrales de sus primeros poemas son el arte y la feminidad. Sus primeras colecciones reflejan la influencia del autor austriaco Rainer Maria Rilke. En la colección Pahat unet (1956), algunos de los poemas tienen forma libre. La siguiente colección, Portaat, llegó cinco años después, y allí Meriluoto encontró su propio estilo de expresión moderno.
Meriluoto vivió en Suecia durante 13 años. En 1974 regresó a Finlandia y el lenguaje de su poesía cambió nuevamente para acercarse más a una voz parlante.
Además de poemas, Meriluoto escribió novelas y libros para jóvenes. Ha traducido obras de Harry Martinson, Rainer Maria Rilke, Shakespeare y Goethe.
Meriluoto estuvo casada entre 1948 y 1956 con otro poeta, Lauri Viita. 
Falleció  en una residencia de ancianos en Helsinki el 21 de octubre de 2019, a la edad de 95 años.